# Агдез
Агдез или Агдз (на френски: Agdz; на берберски: ⴰⴳⴷⵣ; на арабски: اڭدز) е берберски град в югоизточно Мароко отвъд планините Атлас в долината река Драа на самата река, в предведието на Сахара. Населението му е 10 681 души (по преброяване от 2014 г.).
Градът е в провинция Загора, в административния регион Cyc-Маса-Драа, на около 65 км южно от Варзазат и на 92 км северно от Загора. Това е предпоследният град по пътя в Сахара към Мхамид, където след 190 км се стеснява и свършва асфалтовото шосе и започват керванските пътеки в пустинята.
Агдез, чието име означава „място за почивка“, се намира на древния път на кервана, свързващ Тимбукту c Маракеш. Дълго време главен град в района Мзгита (Mzgita) в северната част на долината Драа, и карванско средище градът играе важна икономическа роля. Поради сушата от 1970-те години и особеностите на транспорта, той губи значението си и голяма част от населението напуска града, за да търси работа.
Туризмът връща икономическите перспективи на съхранилия автентичността си сахарски марокански град и създава оживление сред търговците в магазинчетата, лавките и бръснарниците пред градския пазар. Седмичният базар се провежда в четвъртък. Има също така, особено по главната улица, магазини продаващи берберски килими, характерни за региона. Сред мъжете чужденци, поради играта на думи, е придобила популярност практиката минавайки оттук да ползват услугите на берберските бербери т.е. бръснари, чиито работещи до късно дюкяни са обичайно място за социални контакти на местните хора.